# Rytigynia pauciflora
Rytigynia pauciflora är en måreväxtart som först beskrevs av Georg August Schweinfurth och William Philip Hiern, och fick sitt nu gällande namn av Ronald D'Oyley Good. Rytigynia pauciflora ingår i släktet Rytigynia och familjen måreväxter. Inga underarter finns listade i Catalogue of Life.